# Makoto Atsuta
Makoto Atsuta (熱田 眞, Atsuta Makoto) est un footballeur japonais né le 16 septembre 1976.